# Käthe
Käthe ist ein weiblicher Vorname.

## Herkunft und Bedeutung
Käthe ist eine Form von Katharina.

## Popularität
Der Name Käthe (Käte) war in den 1900er und Anfang der 1910er Jahre oft unter den zehn meistvergebenen Mädchennamen in Deutschland. In den dreißiger Jahren ging seine Popularität stark zurück, seit Ende der Vierziger wird er kaum noch vergeben.

## Namensträgerinnen
- Käthe Braun (Katharina Braun; 1913–1994), deutsche Schauspielerin
- Käthe Braun-Prager (Katharina Maria Braun; 1888–1967), österreichische Schriftstellerin und Malerin
- Käthe Dorsch (1890–1957), deutsche Schauspielerin
- Käthe Gold (1907–1997), österreichische Schauspielerin
- Käthe Grasegger (1917–2001), deutsche Skirennläuferin
- Käthe Guss (1906–1994), deutsche Operettensängerin und Schauspielerin
- Käthe Haack (1897–1986), deutsche Schauspielerin
- Käthe Itter (1907–1992),  deutsche Schauspielerin und Hörspielsprecherin
- Käthe Kollwitz (1867–1945), deutsche Künstlerin
- Käthe Korth (1902–1982), deutsche Schriftstellerin
- Käthe Krauß (1906–1970), deutsche Leichtathletin
- Käthe Kruse (1883–1968), deutsche Puppenmacherin
- Käthe Lachmann (* 1971), deutsche Komikerin
- Käthe Leichter (1895–1942), österreichische Gewerkschafterin
- Käthe Mende (1878–1963), deutsche Ökonomin, Soziologin und Pionierin der Sozialen Arbeit
- Käthe Münzer (1877–1976), deutsche Malerin und Karikaturistin
- Käthe von Nagy (1904–1973), ungarische Schauspielerin
- Käthe Niederkirchner (1909–1944), deutsche Widerstandskämpferin
- Käthe Odwody (1901–1943), österreichische Widerstandskämpferin, geköpft vom NS-Regime
- Käthe Overath (1926–1995), deutsche Gerechte unter den Völkern
- Käthe Papke (1872–1951), deutsche Heimatschriftstellerin
- Käthe Paulus (1868–1935), deutsche Berufsluftschifferin
- Käthe Recheis (1928–2015), österreichische Kinder- und Jugendbuchautorin
- Käthe Reichel (1926–2012), deutsche Schauspielerin
- Käthe Rosenthal (1893–1942), deutsche Botanikerin, Opfer des Nationalsozialismus
- Käthe Sasso (1926–2024), österreichische Widerstandskämpferin und Zeitzeugin
- Käthe Schaub (1892–1973), deutsche Politikerin
- Käthe Schirmacher (1865–1930), deutsche Politikerin
- Cäthe Sieland (* 1982), deutsche Sängerin
- Käthe Tucholla (1910–1943), deutsche Widerstandskämpferin

## Sonstiges
- Käthe war der Deckname der Kaiser/Riegraf-Gruppe.
- Tante Käthe ist der Spitzname von Rudi Völler.
- Mein Herr Käthe war Martin Luthers scherzhafte Bezeichnung für seine Gattin Katharina von Bora
- Käthe war eine szeneinterne Bezeichnung für weibliche Angehörige der Blueserszene, einer DDR-Jugendsubkultur.[2]
- Käthchen von Heilbronn (1807/08) ist ein großes historisches Ritterschauspiel in fünf Akten von Heinrich von Kleist
- Käthe von Sellenthin ist eine fiktive Person in Irrungen, Wirrungen von Theodor Fontane, wo sie den von Verarmung bedrohten Baron Botho von Rienäcker heiratet und damit finanziell saniert.